# Elga Andersen
Elga Andersen (cujo verdadeiro nome era Helga Hymen) (Dortmund, 2 de fevereiro de 1935 — Nova Iorque, 7 de dezembro de 1994) foi uma atriz, cantora e produtora alemã. Seu falecimento decorreu em razão de um câncer. Ela era viúva de Peter R. Gimbel, falecido em 1987.

## Biografia
Elga perdeu seu pai durante a Segunda Guerra Mundial. Pretendeu inicialmente se tornar dançarina, ao passo que desenvolvia seus conhecimentos em línguas estrangeiras, especialmente inglês e francês. Chegou a Paris em 1953, tornando-se intérprete. Levou uma vida boêmia, frequentando artistas e posando para fotos de moda. Foi notada por André Hunebelle e estreiou em Les Collégiennes (As Colegiais) sob o nome de Elga Hymen.
Ela fez cursos de canto e interpretou as músicas do filme Os canhões de Navarone en 1961. Foi para ela que Gilbert Bécaud, com quem ela viveu uma breve história de amor, compôs Et maintenant (letra de Pierre Delanoë), que constou de seu 2e disco (com 4 títulos) de 1962 (Toi le musicien de Gilbert Bécaud et Louis Amade), e seu primeiro disco de 1961, Paris a le cœur tendre, letra de Marcel Camus, música de Henri Crolla, para seu filme Os Bandeirantes, para Fontana.
En 1961, tonrou-se madrinha de eventos da École des Mines de Paris.
Depois do primeiro casamento com o arquiteto parisiense Christian Girard, ela se casou em 1978 com o produtor americano Peter Gimbel, o que lhe permitiu radicar-se na América do Norte. Em 1971, ela contracenou com Steve McQueen no filme Le Mans de Lee H. Katzin, e figurou na série de televisão francesa Aux frontières du possible (Nas fronteiras do possível), na qual ela foi a heroína ao lado de Pierre Vaneck.